# Hagara
Hagara je prema Bibliji bila sluškinja kod Abrahama i njegove žene Sare i koju je Sara dala svom mužu Abrahamu za ženu, jer je Sara prema Bibliji bila nerotkinja (Post 16;1-3). Hagara je rodila sina Jišmaela. Ipak Sara rađa u dobi od 90 godina sina Izaka i nagovara Abrahama da protjera Hagaru zajedno s Jišmaelom jer nije htjela da Hagara i njen sin uzmu Izakovo nasljedstvo. 
Prema islamu Hagara je bila Abrahamova (Ibrahimova) žena i Ismailova majka. Smatra se pramajkom Arapa.